# Osamu Dezaki
Osamu Dezaki (出﨑 統, Dezaki Osamu), né le 18 novembre 1943 à Tokyo au Japon et mort le 17 avril 2011 à Mitaka, une ville de la banlieue ouest de Tokyo, est un réalisateur de séries et de films d'animation (anime).
Son frère de trois ans son aîné, Satoshi Dezaki (en) est également un réalisateur.

## Biographie

### Jeunesse
Osamu Dezaki est né le 18 novembre 1943 à Shinagawa, un arrondissement du sud de Tōkyō. Il a un frère, Satoshi Dezaki (en), de 3 ans son aîné, qui fera lui aussi une carrière dans l'animation. En 1959, il intègre le lycée de Ritsukitazono, situé dans l'arrondissement d'Itabashi, au nord de Tōkyō. Déjà grand fan de cinéma et de manga, il en dessine quelques-uns durant ses années lycée pour les faire louer dans des magasins spécialisés dans la location de manga, pratique alors courante à l'époque.
Il arrêta de dessiner à la fin du lycée en 1962 et entre chez Toshiba où il ne reste qu'un an. En 1963, il intègre le studio d'animation Mushi Production créé par le mangaka Osamu Tezuka dont Dezaki est un grand admirateur.

### Les débuts avec Mushi Production (1963-1972)
Il commença sa carrière dans l'animation en travaillant comme Intervalliste à partir du 30e épisode de la série Astro, le petit robot, adaptation du manga éponyme d'Osamu Tezuka. Il grimpe rapidement les échelons jusqu'au poste de réalisateur d'épisode et travaille par la suite sur d'autres production du studio comme Goku no Daibōken (1967) et Wanpaku Tanteidan (ja) (1968). Il réalise même des storyboards en 1965 pour la série Big X (en) pour le compte du jeune studio Tokyo Movie.
Au cours de l'année 1968, il décide de se mettre à son propre compte mais il continue de collaborer avec Mushi Production notamment sur Dororo (1969), Moomin (1969-1970) et sur le film Senya Ichiya Monogatari (1969).
C'est également à cette époque qu'il va commencer à utiliser le pseudo de Makura Saki (崎枕 ou さきまくら) en alternance avec son vrai nom ou d'autre pseudos.
En avril 1970, on lui donna la possibilité de passer à la réalisation sur la série Ashita no Joe adapté du très populaire manga éponyme de Tetsuya Chiba. Diffusée jusqu'en décembre 1971, c'est la première collaboration avec le chara-designer Akio Sugino avec qui Dezaki va de nouveau collaborer de nombreuses fois.
Dezaki continua de travailler avec Mushi notamment sur Andersen Monogatari (en) (1971) et Kanashimi no Belladonna (1973) mais les problèmes que rencontre le studio à ce moment le pousse à travailler avec Tokyo Movie sur Lupin III (1971-1972) au poste de storyboarder ou encore avec le jeune studio Sunrise sur Hazedon à la réalisation.

### Le succès avec Madhouse et Tokyo Movie (1972-1984)
Le 17 octobre 1972, Dezaki fonda avec d'anciens membres de Mushi pro dont Masao Maruyama et Rintarō le studio Madhouse. Dezaki continue alors de travailler avec le studio Tokyo Movie et parvient à faire sous-traiter l'animation de la série Jeu, set et match ! (1973-1974) par Madhouse. Dezaki retourne au poste de réalisateur sur Ganba no Bōken (en) (1975) puis Manga Sekai Mukashi Banashi (1976 - 1979) de Tokyo Movie dont l'animation est là aussi sous traité par Madhouse.
Mais c'est surtout à la fin des années 1970 que Dezaki s'impose comme réalisateur incontournable avec des séries à succès comme Rémi sans famille (1977-1978), Lady Oscar (1979-1980) et Cobra (1982-1983). Cette même période voit également les premières réalisations de films pour Dezaki la plupart dérivée des séries sur lequel il a travaillé comme Jeu, set et match ! (1979), Ashita no Joe (1980), Rémi sans famille (1980), Cobra (1982) et Ganba no Bōken (en) (1984).
En octobre 1980, il quitta Madhouse et part fonder avec son ami Akio Sugino le studio Annapuru (あんなぷる)
Dezaki va également réaliser la série Mighty Orbots (en) (1984) pour le marché américain puis part faire une pause de deux ans.

### De 1986 à 1996: une activité en ralenti
Il revient en 1986 avec Sweat Sea puis en 1987 avec la série Les Bioniques et les OAV d'Ace o Nerae. À partir de 1987, dans un contexte de crise de l'animation, Dezaki va beaucoup moins réaliser, abandonnant la réalisation de séries et de films pendant près de dix ans, à l'exception de Très cher frère... (1991-1992). Il se concentre alors sur les TV spéciaux de Lupin III dont il réalisera les quatre premiers opus (1989-1992) ainsi que le septième (1995). Il va également réaliser plusieurs OAV, format en vogue à cette époque, et notamment les OAV de Blackjack (1993 - 1995 puis 1998-2000), première adaptation d'un manga d'Osamu Tezuka que Dezaki réalise. En revanche, Dezaki ne collabore plus uniquement avec Tokyo Movie Shinsha, alors en graves difficultés financières, mais également avec Tezuka Productions, Studio Gallop, Kitty Films…

### De 1996 à 2011: un retour modéré
En 1996, Dezaki retourne à la réalisation de film avec une énième adaptation de Black Jack puis enchaîne en 1997 sur la série Tezuka Osamu no Kyûyaku Seisho Monogatari, adaptation également d'une œuvre de Tezuka ainsi que Hakugei Densetsu (en) (1997-1999), inspiré de l'histoire de Moby Dick. À partir de 2000, Dezaki va beaucoup moins réaliser, se cantonnant de 2001 à 2004 à un film annuel dérivé de la série pour enfants Hamtaro.
En 2005, Dezaki réalise une série, The Snow Queen (en) ainsi qu'un film, Air mais fait une pause en 2006. Après la réalisation du film Clannad en 2007, Osamu retourne à la réalisation avec Ultraviolet : Code 044 qui lui donne l'occasion de travailler avec le studio Madhouse, celui qu'il avait créé il y a 36 ans de cela.
Il meurt le 17 avril 2011 à 67 ans, des suites d'un cancer du poumon.

## Filmographie
Les œuvres surlignées en gras sont les projets où il est le réalisateur

### Séries TV
- Astro, le petit robot (janvier 1963 - décembre 1966) - Intervalliste, animateur clé, réalisateur d'épisode
- Big X (en) (août 1964 - décembre 1965) - Storyboard
- Goku no Daibōken (janvier 1967 - septembre 1967) - Réalisateur d'épisode, chef-animateur, animateur clé
- Wanpaku Tanteidan (février 1968 - septembre 1968) - Réalisateur d'épisode
- Dororo (avril 1969 - septembre 1969) - Réalisateur d'épisode, animateur clé
- Moomin (oct 1969 - décembre 1970) - Storyboard (Makura Saki)
- Ashita no Joe (avril 1970 - décembre 1971) - Réalisateur, réalisateur d'épisode, animateur clé (Makura Saki)
- Andersen Monogatari (en) (janvier 1971 - décembre 1971) - Réalisateur d'épisode (Makura Saki)
- Lupin III (oct 1971 - mars 1972) - Storyboard (ep 3,7,13,17) (Kazuhiro Sai)
- Kunimatsu-sama No Otoridai (oct 1971 - septembre 1972) - Réalisateur d'épisode (Makura Saki)
- Moomin - TV2 (oct 1971 - septembre 1972) - Storyboard (Makura Saki)
- Dokonjō Gaeru (en) (oct 1972 - septembre 1974) - ???
- Hazedon (oct 1972 - mars 1973) - Réalisateur, réalisateur d'épisode (Makura Saki)
- Jungle Kurobe (mars 1973 - septembre 1973) - Storyboard, réalisateur d'épisode (Makura Saki)
- Jeu, set et match ! (oct 1973 - mars 1974) - Storyboard (Makura Saki)
- Karate Baka Ichidai (oct 1973 - septembre 1974) - Storyboard (ep 36,40,44), coréalisateur d'épisode (tous avec Eiji Okabe) (Makura Saki)
- Samurai Giants (oct 1973 - septembre 1974) - Storyboard (Toru Yabuki)
- Hajime ningen Gyatoruz (oct 1974 - mars 1976) - Réalisateur d'épisode (Makura Saki)
- Ganba no Bōken (en) (avril 1975 - septembre 1975) - Réalisateur, réalisateur d'épisode (ep 1,2,4,5,8,13,15,17,20,23,26) (Makura Saki)
- Ganso Tensai Bakabon (en) (octobre 1975 - septembre 1977) - Réalisateur d'épisode, scénariste (Makura Saki)
- Manga Nihon Mukashi Banashi (janvier 1975 - mars 1975) - Réalisateur d'épisode (多井雲)
- Manga Sekai Mukashi Banashi (octobre 1976 - mars 1979) - Coréalisateur, réalisateur d'épisode, chara-design (Kan Matsudo)
- Rémi sans famille (octobre 1977 - oct 1978) - Réalisateur, réalisateur d'épisode (Makura Saki)
- L'Île au trésor (octobre 1978 - mars 1979) - Storyboard, réalisateur d'épisode (Makura Saki)
- Lady Oscar (octobre 1979 - septembre 1980) - Réalisateur, storyboard (Makura Saki)
- Ashita no Joe 2 (octobre 1980 - août 1981) - Storyboard, réalisateur d'épisode (Makura Saki)
- Cobra (octobre 1982 - mai 1983) - Réalisateur, storyboard (Makura Saki)
- Mighty Orbots (en) (septembre 1984 - décembre 1984) - Réalisateur
- Les Bioniques (avril 1987 - juin 1987) - Réalisateur
- Visionaries: Knights of the Magical Light (septembre 1987 - décembre 1987) - Consultant créatif
- Très cher frère... (juillet 1991 - mai 1992) - Réalisateur, storyboard
- Tezuka Osamu no Kyûyaku Seisho Monogatari (avril 1997 - mai 1997) - Réalisateur
- Hakugei Densetsu (en) (avril 1997 - mai 1999) - Réalisateur, storyboard, scénariste
- Astro boy - 2003 TV (avril 2003 - mars 2004) - Storyboard
- The Snow Queen (en) (mai 2005 - février 2006) - Réalisateur, storyboard
- Ultraviolet : Code 044 (juillet 2008 - septembre 2008) - Réalisateur, Storyboard, scénariste
- Genji monogatari sennenki (janvier 2009 - mars 2009) - Réalisateur, storyboard, scénariste

### TV spécial
- Shin Takarajima (janvier 1965) - Animateur clé
- Frosty the snowman (en) (décembre 1969) - animateur clé
- Botchan (juin 1980) - Supervision
- Sweat Sea (1986) - Réalisateur
- Blinkins (1987) - Consultant créatif
- Lupin III TV spécial 1 (1989) - Réalisateur
- Lupin III TV spécial 2 (1990) - Réalisateur
- Lupin III TV spécial 3 (1991) - Réalisateur
- Lupin III TV spécial 4 (1992) - Réalisateur
- Lupin III TV spécial 7 (1995) - Réalisateur

### Films
- Astro le petit robot - Film 1 (1964) - intervalliste
- Senya Ichiya Monogatari (1969) - Storyboard, animateur clé
- Kanashimi no Belladonna (1973) - Animateur clé
- Ace o Nerae - le film (1979) - Réalisateur, storyboard
- Ashita no Joe - le film (1980) - Réalisateur
- Rémi sans famille - le film (1980) - Réalisateur
- Ashita no Joe 2 - le film (1981) - Réalisateur, scénariste, storyboard
- Cobra - le film (1982) - Réalisateur, storyboard
- Golgo 13 (1983) - Réalisateur, storyboard
- Ganba no Bōken - le film (en) (1984) - Réalisateur
- Takarajima - film 1987 (1987) - ?
- Black Jack (1996) - Réalisateur, storyboard
- Hamtaro - le film 1 (2001) - Réalisateur, storyboard
- Hamtaro - le film 2 (2002) - Réalisateur, storyboard
- Hamtaro - le film 3 (2003) - Réalisateur, storyboard
- Hamtaro - le film 4 (2004) - Réalisateur, storyboard
- Air - le film (2005) - Réalisateur, storyboard
- Clannad - le film (2007) - Réalisateur, storyboard

### OAV
- Ace o Nerae 2 (1988) - Réalisateur, Storyboard (Makura Saki)
- One-Pound Gospel (1988) - Réalisateur, Storyboard (Makura Saki)
- Kasei Yakyoku (1989) - Réalisateur, storyboard
- Ace o Nerae - Final Stage (1989-1990) - Réalisateur, Storyboard (Makura Saki)
- B-B (en) (1990 - 1991) - Réalisateur, Storyboard
- Shuranosuke Zanmaken: Shikamamon no Otoko (1990) - Réalisateur, Storyboard
- Souryuuden (1991 - 1993) - Réalisateur, storyboard
- Takarajima - OAV (1992) - Réalisateur, scénariste, storyboard
- Blackjack - OAV (1993 - 2000) - Réalisateur, scénariste, storyboard
- Golgo 13 - OAV (1998) - Réalisateur, storyboard